# Perunike pri Jacuhašiju
Perunike (紙本金地著色燕子花図, šihonkindži čakušoku kakicubata-zu) je par zložljivih zaslonov (bjōbu) s šestimi ploščami japonskega umetnika Ogata Kōrina iz šole Rinpa. Upodablja abstrakten pogled na vodo z nanosi japonskih irisov (Iris laevigata). Delo je bilo verjetno izdelano okoli leta 1701–1705 v obdobju razkošnega razstavljanja v obdobju Edo, znanem kot Genroku bunka (kultura obdobja Genroku).
Zaslone je več kot 200 let hranil budistični tempelj Niši Hongan-dži v Kjotu. Zdaj jih hrani muzej Nezu in so nacionalni zaklad Japonske.
Podoben par zaslonov, ki jih je približno 5 do 12 let pozneje izdelal Ogata Kōrin in prikazujejo perunike, hrani Metropolitanski muzej umetnosti v New Yorku. Vsi štirje zasloni perunik so bili prvič po skoraj stoletju prikazani skupaj leta 2012 na razstavi Korin: Nacionalni zaklad perunik muzeja Nezu in Osmi most Metropolitanskega muzeja umetnosti v muzeju Nezu.
Oba zaslona je navdihnila epizoda iz Zgodb o Ise. Kopije zaslonov pa naj bi vplivale na postimpresionistične slike Vincenta van Gogha, vključno z njegovimi Perunikami.

## Perunike
Zasloni so med prvimi deli japonskega slikarja in lakirarja Ogate Kōrina, potem ko je dosegel naziv Hokjō (法橋, »Most Dharme«), tretji najvišji rang, podeljen umetnikom. Upodablja šopke abstrahiranih modrih japonskih perunik v cvetenju in njihovo zeleno listje, ki ustvarja ritmično ponavljajoče se, a spremenljive vzorce po ploščah. Podobnosti nekaterih cvetov kažejo, da je bila uporabljena šablona. Delo kaže vpliv Tavaraja Sōtacuja. Značilno je za novo umetniško šolo Rin-pa (琳派), ki je dobila ime po zadnjem zlogu njegovega imena.
Kōrin sprejme zelo zadržano paleto, omejeno na ultramarin modro barvo cvetov, zeleno barvo njihovega listja in zlato ozadje. Delo je bilo naslikano s črnilom in barvo na papirju, s kvadrati zlatih lističev, ki so bili naneseni okoli poslikanih površin, da bi ustvarili svetleče odsevno ozadje, ki spominja na vodo. Temno modra je bila narejena iz azurita v prahu (群青, gundžō).
Vsak zaslon s šestimi ploščami meri 150,9 krat 338,8 centimetra. Zasloni so bili verjetno narejeni za družino Nidžō in so bili predstavljeni budističnemu templju Niši Hongan-dži (西本願寺) v Kjotu. Leta 1913 jih je tempelj prodal.

## Perunike pri Jacuhašiju
Kōrin je naredil podobno delo približno 5 do 12 let kasneje, še en par zaslonov s šestimi ploščami, znanih kot Perunike iz Jacuhašija (Osem mostov) (八橋図屏風, Jacuhaši-zu Bjōbu). Ta drugi par zaslonov hrani Metropolitanski muzej umetnosti v New Yorku od leta 1953 in so bili nazadnje prikazani leta 2013.
Drugi par zaslonov s perunikami, približno 1710–1716, je bil prav tako naslikan s črnilom in barvo na papirju, prevlečenem z zlato folijo in meri 163,7 krat 352,4 centimetra vsak.
Za razliko od prejšnjega para, ta kasnejši par vključuje upodobitev oglatega mostu, bolj eksplicitno sklicevanje na literarno delo, ki je navdihnilo obe umetniški deli.

## Zgodbe o Ise
Oba para zaslonov je navdihnila epizoda v Zgodbah o Iseju, kjer neimenovani protagonist zgodbe (najverjetneje Arivara no Narihira) naleti na rože v bližini rustikalnega mostu iz osmih desk čez reko. Navdihnil ga je, da je napisal romantično pesem, obliko akrostiha, kjer prvi zlog vsake vrstice črkuje japonsko besedo za peruniko, かきつばた (kakicubata):
から衣きつつなれにし妻しあれば
はるばる来ぬる旅をしぞおもふ
Kara koromo kitsutsu nare ni shi tsuma shi areba harubaru kinuru tabi o shi zo omou
v prevodu: V mislih na svojo ženo [v prestolnici], ki je navajena nositi kitajska oblačila, sem prišel tako daleč na tem potovanju.
(Ise Monogatari 9, tudi Kokin Vakašū 9:410)

## Vpliv
Zasloni so očitno vplivali na slike Perunike Vincenta van Gogha: nikoli ni mogel videti izvirnikov, ki so bili še vedno na Japonskem, vendar so bili reproducirani kot lesorezi v zbirki Kōrin Hjakuzu Kōhen.